# Barranc dels Cols
El Barranc dels Cols és un corrent fluvial de la Noguera, que neix al Montsec d'Ares i desemboca al pantà de Camarasa.

## Afluents
- Barranc del Solà: 42° 1′ 13.10″ N, 0° 50′ 36.67″ E / 42.0203056°N,0.8435194°E
- Barranc de la Planta de Xetó: 42° 0′ 45.56″ N, 0° 50′ 58.84″ E / 42.0126556°N,0.8496778°E